# ژان راسین
ژان راسین (به فرانسوی: Jean Racine)

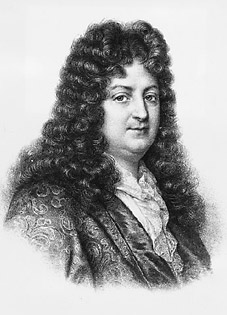
نگاره‌ای از راسین

(۲۲ دسامبر ۱۶۳۹-۲۱ آوریل ۱۶۹۹) همراه با کورنی و مولیر یکی از ۳ درامنویس برتر قرن هفدهم فرانسه است. او بیش‌تر به نوشتن سوگ نامه می‌پرداخت، ولی یک کمدی نیز از خود برجای گذاشت.

## زندگی
راسین در ۲۲ دسامبر ۱۶۳۹ در پیکاردی در خانواده‌ای متوسط چشم به جهان گشود و در دو سالگی مادر و در چهار سالگی پدر خود را از دست داد. او از آن پس نزد مادربزرگ و پدربزرگش بزرگ شد و آموزش‌های کلاسیک را فراگرفت. پس از مرگ پدربرزگش در سال ۱۶۴۹، مادربزرگ وی به صومعهٔ پورت رویال رفت راسین نیز به او ملحق شد. به این ترتیب او در مدارس کوچک پورت رویال آیین ژانسنیوس را که توسط حکومت کاتولیک فرانسه بدعت و باطل شناخته شده بود فرا گرفت، و آموزش وسیعی در زمینهٔ ادبیات یافت و یونانی و لاتین را آموخت. در ۱۸ سالگی به نوشتن شروع کرد، و کم‌کم به نمایش‌نامه روی آورد (که طبق آیین ژانسنیوس نامشروع و تحقیر شده بود).
او در سال ۱۶۶۴، با نوشتن شعری در مدح لویی چهاردهم به دربار راه یافت. اولین نمایش‌نامهٔ موفق او اسکندر بزرگ بود در سال ۱۶۶۵ توسط مولیر و بازیگران او در صحنه اجرا شد. با وجود این که نمایش‌نامه و اجرا مورد استقبال مردم و نیز پادشاه قرار گرفت، او اجرای دوم را به گروه معتبرتری سپرد. مولیر این خیانت راسین را هیچگاه نبخشید و از آن پس اجرای نمایش‌نامه‌های راسین توسط این گروه صورت گرفت.
مدتی بعد، راسین دو کتاب علیه پورت رویال و استادهای قدیمی خود منتشر کرد که به انتقاد از حرفهٔ نمایش‌نامه‌نویسی پرداخته بودند.
تراژدی‌های پسین او با استقبال فراوانی مواجه شدند. آندروماک (۱۶۶۷)، بریتانیکوس (۱۶۶۹) و فِدر (۱۶۷۷) از مشهورترین آثار او هستند.
به دنبال آزار و شکنجه‌ای که چندی بعد به افراد معتقد به آیین ژانسنیوس وارد شد، راسین دوباره با پورت رویال رابطه برقرار کرده و از آن‌ها حمایت کرد. او سرانجام در سال ۱۶۹۹ در پاریس به علت یک تومور درگذشت و طبق وصیتش در پورت رویال، در کنار یکی از استادان قدیمی خود دفن شد.

## نمایش‌نامه‌ها
نمایش‌نامه‌های راسین شور و عشق را همچون نیرویی کشنده به تصویر می‌کشند که فرد را از پای درمی‌آورد. در این شرایط قهرمانان داستان، برخلاف قهرمانان کورنلی که توانایی مقاومت و تصمیم‌گیری را دارند، یا مورد رحم الهی قرار می‌گیرند و نجات می‌یابند، یا نمی‌گیرند و هلاک می‌شوند. هیچ چیزی نمی‌تواند سرنوشت آن‌ها را تغییر دهد و آن‌ها از بدو تولد محکوم‌اند. این ویژگی‌های نوشته‌های راسین از مهم‌ترین خصوصیات افکار آیین ژانسنیوس هستند.
نمایش‌نامه‌های راسین ایدئال تراژدی کلاسیک را تشکیل می‌دهند و حادثهٔ داستان ساده و روشن است که از شور و عشق قهرمانان برمی‌خیزد. تقریباً همهٔ تراژدی‌های او زوجی بی‌گناه را به تصویر می‌کشند که در عین حال توسط عشقی امکان‌ناپذیر با هم متحد و از هم جدا شده‌اند، چرا که قهرمان زن داستان (آندورماک، بریتانیکوس، میتریدات،...) تحت تسلط پادشاه قهرمان قرار دارد و مقلوب اوست، یا این‌که به گروهی تعلق دارد که رقیب یا دشمن معشوقش است (آرتیسی در فِدر). این رقابت معمولاً از نوع سیاسی است.
تراژدی‌های کورنی همچون سایر تراژدی‌های قرن هفدهم به نظم است و از اشعاری با وزن ۱۲تایی تشکیل شده‌است که از آهنگی موزون، ظریف و سادگی برخوردارند. راسین بزرگ‌ترین نمایش‌نامه‌نویس کلاسیک دورهٔ رنسانس و عصر مدرن اروپا است، چرا که تمامی آثار او قوانین کلاسیک را به بهترین نحو رعایت می‌کنند.

### آثار
آثار او عبارت‌اند از:
- لاتِبائید (به فرانسوی: La Thébaïde) یا برادران دشمن (۱۶۶۴)
- اسکندر بزرگ (به فرانسوی: Alexandre le Grand) (۱۶۶۵)
- آندروماک (به فرانسوی: Andromaque) (۱۶۶۷)
- مدافعان (به فرانسوی: Les Plaideurs) (۱۶۶۸)
- بریتانیکوس (به فرانسوی: Britannicus) (۱۶۶۹)
- برِنیس (به فرانسوی: Bérénice) (۱۶۷۰)
- بایزید (به فرانسوی: Bajazet) (۱۶۷۲)
- مهرداد (به فرانسوی: Mithridate) (۱۶۷۳)
- ایفی ژِنی(به فرانسوی: Iphigénie) (۱۶۷۴)
- فِدر (به فرانسوی: Phèdre) (۱۶۷۷)
- اِستر (به فرانسوی: Esther) (۱۶۸۹)
- آتالی (به فرانسوی: Athalie) (1691)